# Cesare Maria Tapparone-Canefri
Cesare Maria Tapparone-Canefri (1838 - 6 août 1891, Quattordio, Italie) est un malacologiste italien.

## Publications

### 1877
- Tapparone Canefri, C., 1877. Contribuzioni per una fauna malacologica delle isole Papuane. IV. Molluschi dal sig. L.M. D'Albertis nell'Isola di Sorong (Costa Nord-Ovest della Nuova Guinea) nel'anno 1872. Annali del Museo Civico di Storia Naturale di Genova 9: 278‒293 lien
- Tapparone Canefri, C., 1877. Contribuzioni per una fauna malacologica delle isole Papuane. V. Molluschi raccolti nelle Isola Molucche da O. Beccari. Annali del Museo Civico di Storia Naturale di Genova 9: 293‒300  lien
- Tapparone Canefri, C., 1877 [1876]. Intorno ad alcune specie di testacei marini mal conosciute o nuove dell'isola Maurizio. Bollettino della Società Malacologica Italiana 2: 241‒244 lien